# 村上允英
村上 允英（むらかみ のぶひで、1923年10月25日 - 1994年7月20日）は、日本の地質学・岩石学学者。杉石の分析・命名。山口大学名誉教授。日本地質学会副会長、山口地学会会長。正四位勲三等旭日中綬章。

## 人物・来歴
主要な研究テーマは、西南日本の白亜紀/古第三紀酸性火山/深成活動の時間的・空間的変換。1976年には、恩師である九州帝国大学理学部杉健一により1942年から1944年に瀬戸内海の岩城島で発掘された未解決鉱物の分析を成功させ、杉健一の名前に因み杉石と命名した。
- 1923年（大正12年）10月25日 福岡県田川郡香春町に生まれる。
- 1942年（昭和17年）9月 九州帝国大学理学部の面接で杉健一と出会う。
- 1945年（昭和20年）9月 同大学地質学科を卒業。
- 1951年（昭和26年）5月 新設まもない山口大学理学部に講師として着任「花崗岩問題」に取り組むと同時に杉健一の研究を引き継ぐ[2]。
- 1960年（昭和35年） "中国西部における白亜紀及び第三紀火成活動"の研究に対して、九州大学より理学博士号授与[3]。
- 1968年（昭和43年） 岩城島のエジリン閃長岩（後の杉石）は、純粋な鉱物としては唯一の“県指定天然記念物”[4] である。制定は 3月8日。
- 1975年（昭和50年） 加藤敏郎、三浦保範および九州大学の広渡文利との共同研究の結果、分析に成功。杉健一に敬意を表し「杉石（スギライト）」と命名。
- 1976年（昭和51年） 国際鉱物学連合(IMA）より杉石が正式認定。
- 1976年（昭和51年） スミソニアン博物館に岩城島より発掘されたサンプル杉石を寄贈する。 Catalog＃：133982
- 1983年（昭和58年） 杉石の研究功労へ櫻井記念会より櫻井賞授与。
- 1987年（昭和62年）3月 山口大学教養部を定年退職。
- 1987年（昭和62年） 中国新聞社から中国文化賞を受賞[3]。
- 1987年（昭和62年） 米国宝石学会 (GIA) “スギライト” を貴石・宝石として公式発表[5]。
- 1988年（昭和63年）4月から1994年（平成6年）3月まで、別府大学文学部地理学科に就任。日露中3国から成る編集者の日本代表の1として、渡露し“ 300万分の1東アジア火山構造地質図”を編集。
- 1992年（平成4年） 本地質図を第29回万国地質学会にて出版[3]。
- 1993年（平成5年）1月、7月 国際スギライトグループ代表(一柳忍/ローヤルウタンド)と2回に亘り対談[6]。
- 1994年（平成6年）7月20日 山口大学病院にて死去。享年70。
- 1994年（平成6年） 地質学貢献と杉石の命名により、勲三等・旭日中綬章受章、正四位に叙せられる[3]。
- 2016年（平成28年）愛媛県上島町岩城島で発見されたリチウムを多量に含む鉱石が村上允英（山口大学名誉教授）にちなみ「村上石」と命名された[7]。

## 受賞歴
- 1983年 櫻井賞(第22号)（日本鉱物科学会）
- 1987年 中国文化賞（中国新聞社）
- 1994年 勲三等・旭日中綬章受章、正四位に叙せられる。

## 研究論文
- Science Reports of Yamaguchi University, Vol. 16, pp. 17–33. Feb 15,1966

Petrological Studies on the Metasomattic Syenties in Japan. Part2. Petrology of the Aegirine Syenite from Iwagi Islet, Ehime Prefecture,Japan
by Nobuhide MURAKAMI - Seiji Matsunaga
- Mineralogical Jornal, Vol. 8, No. 2, pp. 110–121, April 1976. Sugilite, a new silicate mineral from Iwagi Islet, Southwest Japan. by NOBUHIDE MURAKAMI - TOSHIO KATO & YASUNORI MIURA – FUMITOSHI HIROWATARI
- Mineralogical Jornal, Vol. 8, No.3, pp. 181, 192, July 1976. Crystal structure of sugilite. by TOSHIO KATO and YASUNORI MIURA – NOBUHIDE MURAKAMI

## ギャラリー

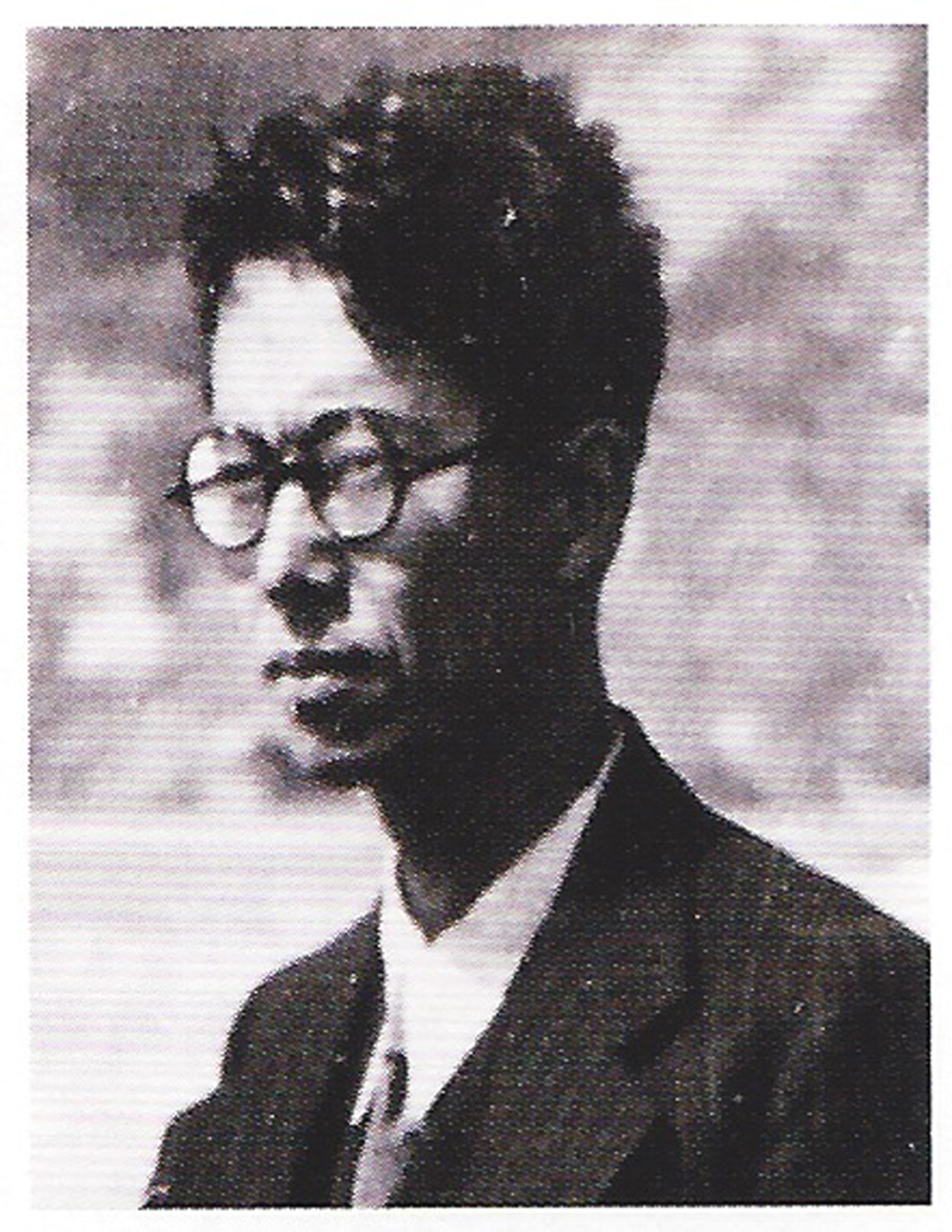
恩師・杉健一 九州帝国大学東京大学
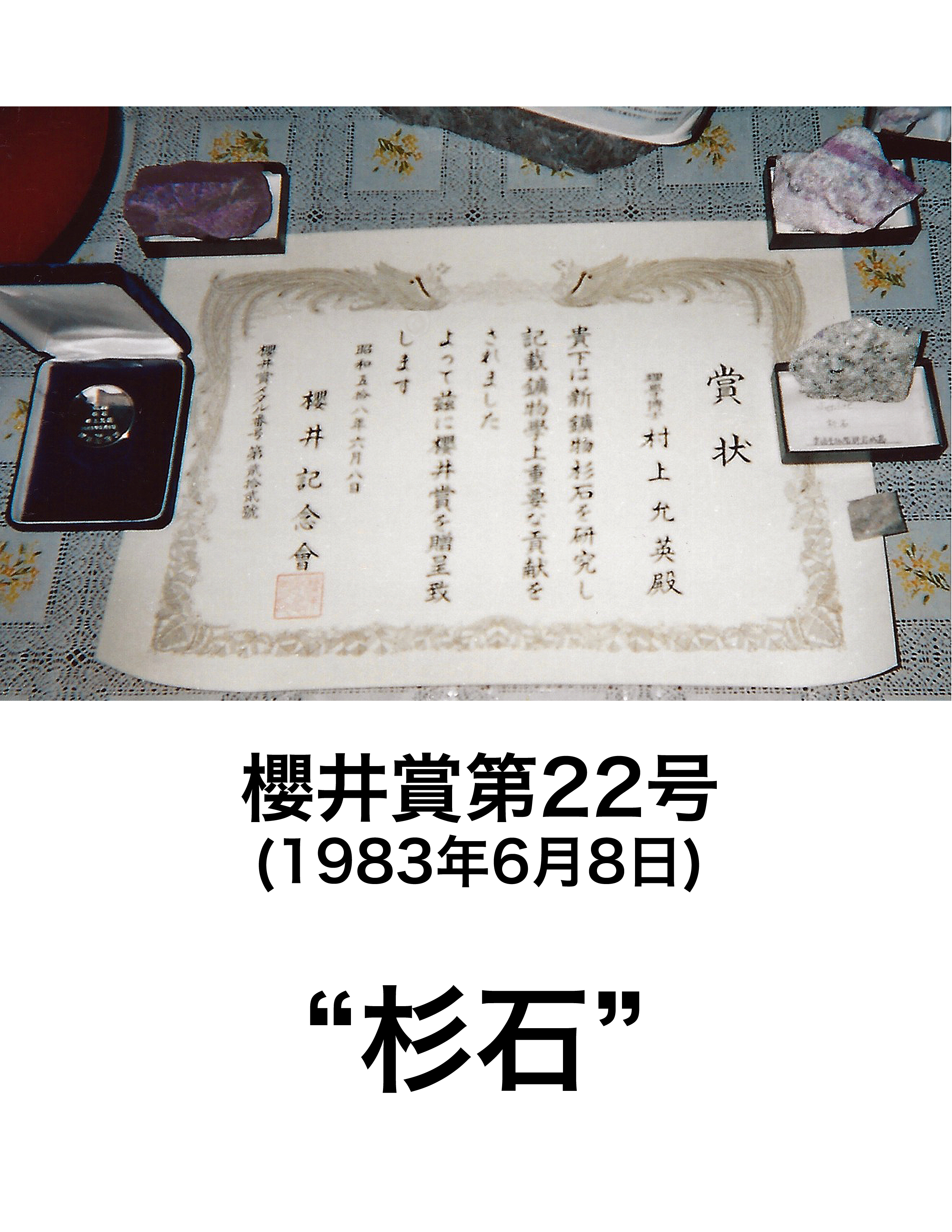
日本鉱物学会認定書 櫻井賞 第22号
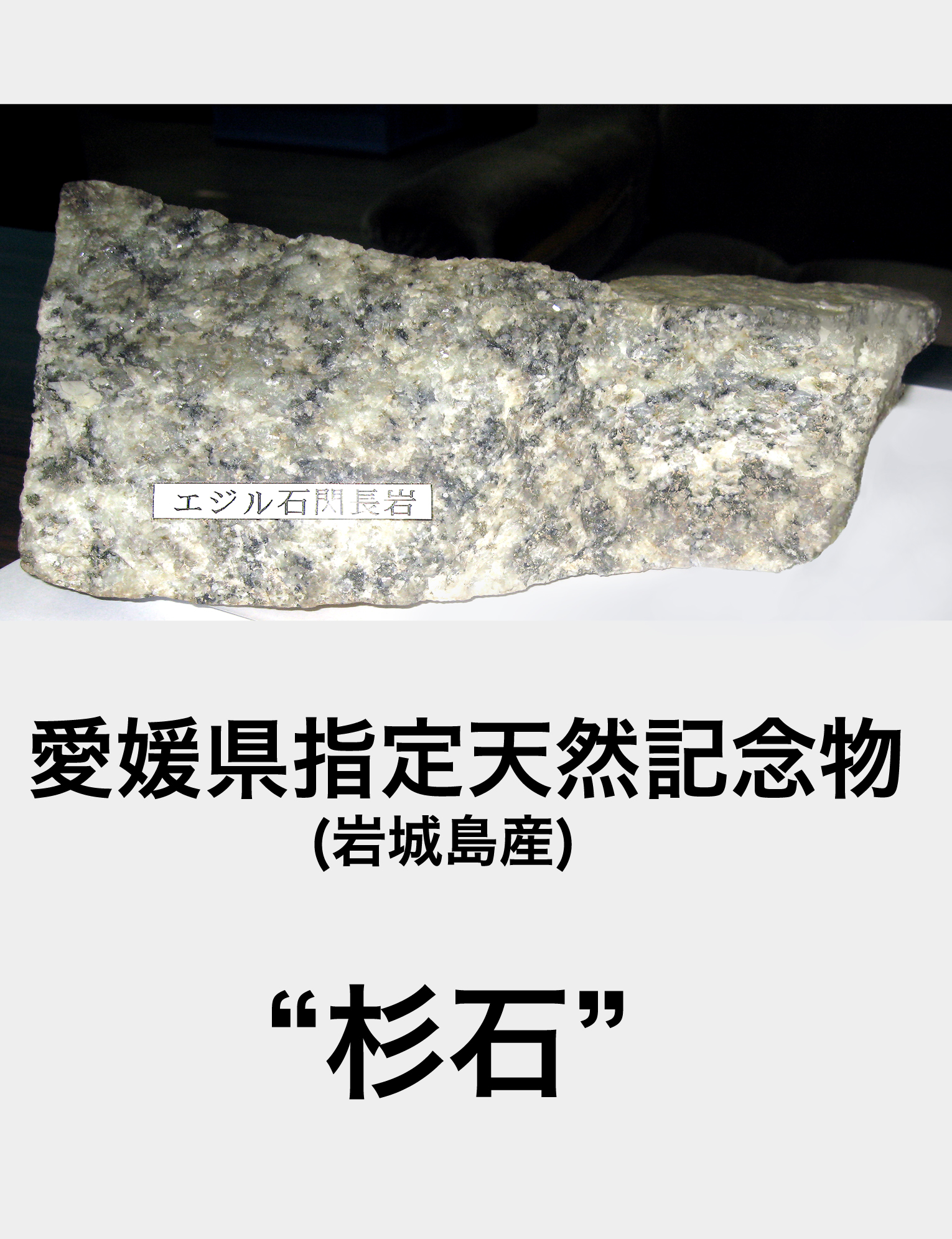
岩城島教育委員会所蔵 （愛媛県）
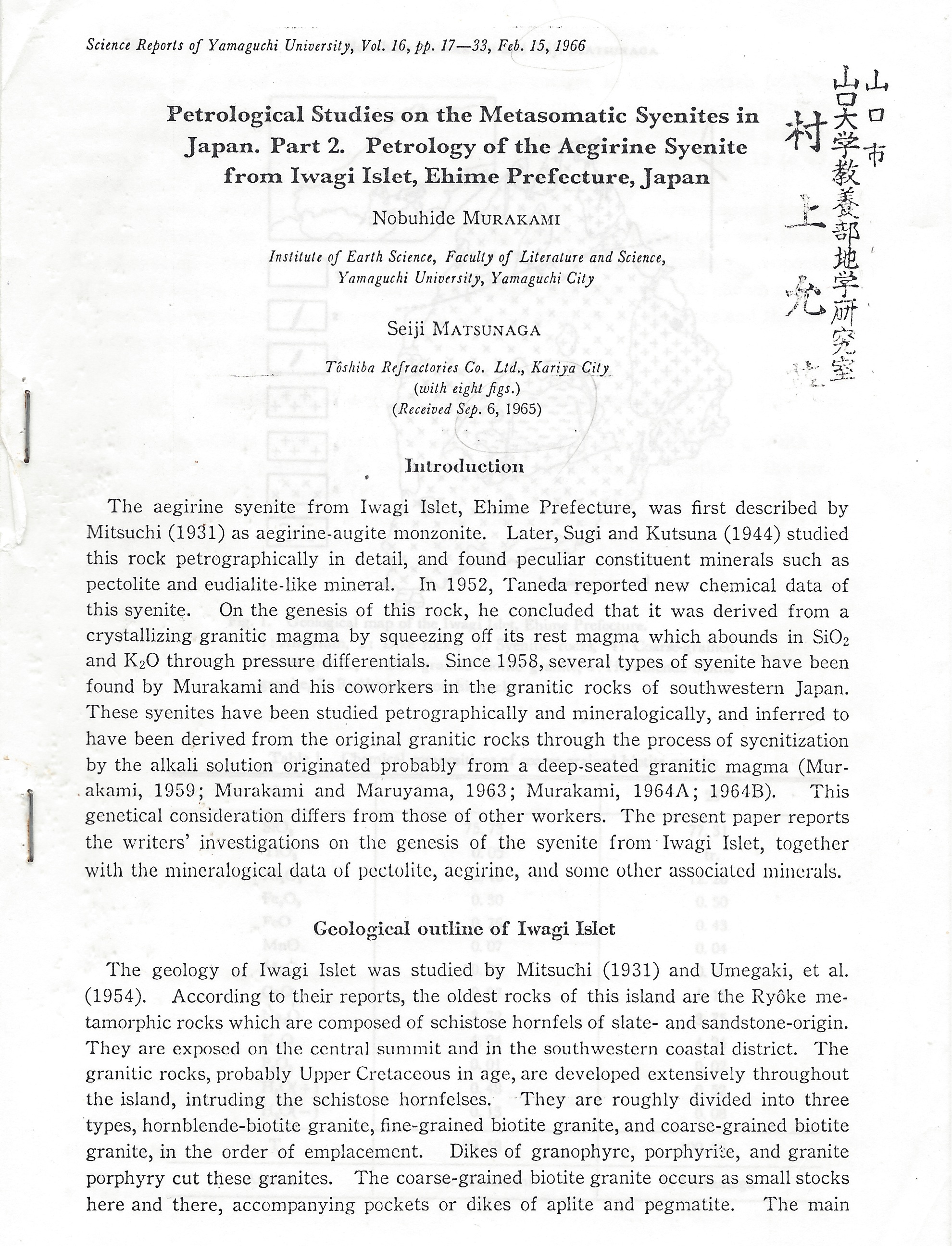
初期の杉石論文 (1966年2月15日)